# Верхневолжское водохранилище
Верхневолжское водохранилище образовалось в верховьях Волги в 1845 году после постройки Верхневолжского бейшлота. Водохранилище располагается на северо-западе Тверской области на территории Осташковского, Селижаровского и Пеновского районов.
В зоне подпора Верхневолжского водохранилища находится система Верхневолжских озёр (Стерж, Вселуг, Пено, Волго). Общая площадь поверхности при нормальном подпорном уровне (НПУ 206,5 м.) около 183 км², объём 0,466 км³, длина водохранилища составляет 85 км, наибольшая ширина 6 км.
Верхневолжское водохранилище осуществляет сезонное регулирование стока, уровень воды колеблется в пределах 4,5 м. Используется для водоснабжения, рыболовства (судак, лещ, щука) и туризма.

## Экология
Исследование 2011—2014 годов показало постоянное превышение ПДК по содержанию в воде марганца, железа общего и аммоний-иона. Вода оценивается по значению индекса УКИЗВ — как вода «очень загрязненная» (класс 3 «Б»)